# Brooker
Brooker – miasto w Stanach Zjednoczonych, w stanie Floryda, w hrabstwie Bradford.